# 尼登沃伦
尼登沃伦是德国下萨克森州的一个市镇。总面积11.06平方公里，总人口1969人，其中男性963人，女性1006人（2011年12月31日），人口密度178人/平方公里。